# Anchotatus unanimus
Anchotatus unanimus is een rechtvleugelig insect uit de familie Proscopiidae. De wetenschappelijke naam van deze soort is voor het eerst geldig gepubliceerd in 1939 door Mello-Leitão.